# Kamienica przy pl. Bolesława Chrobrego 13 w Kłodzku

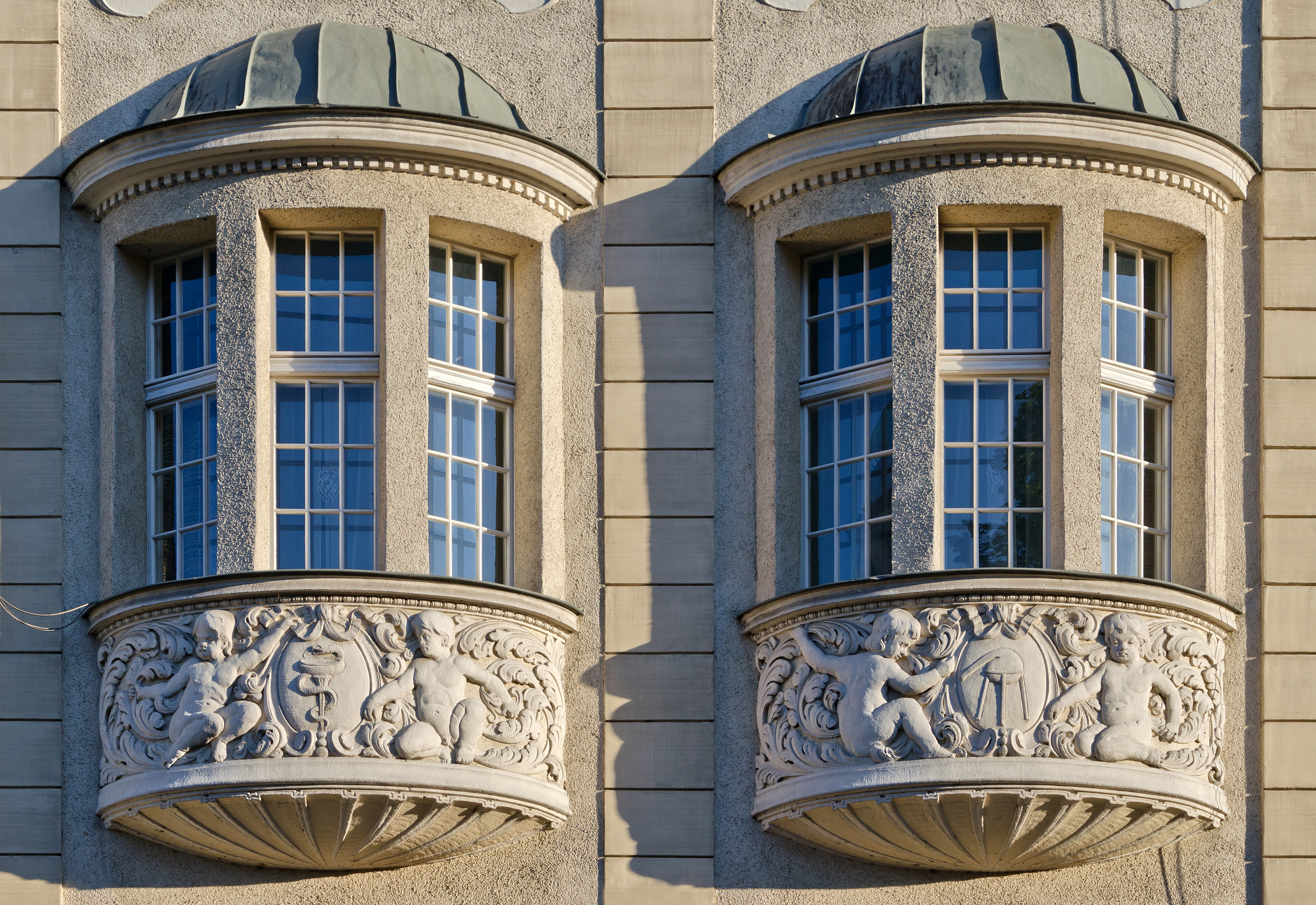

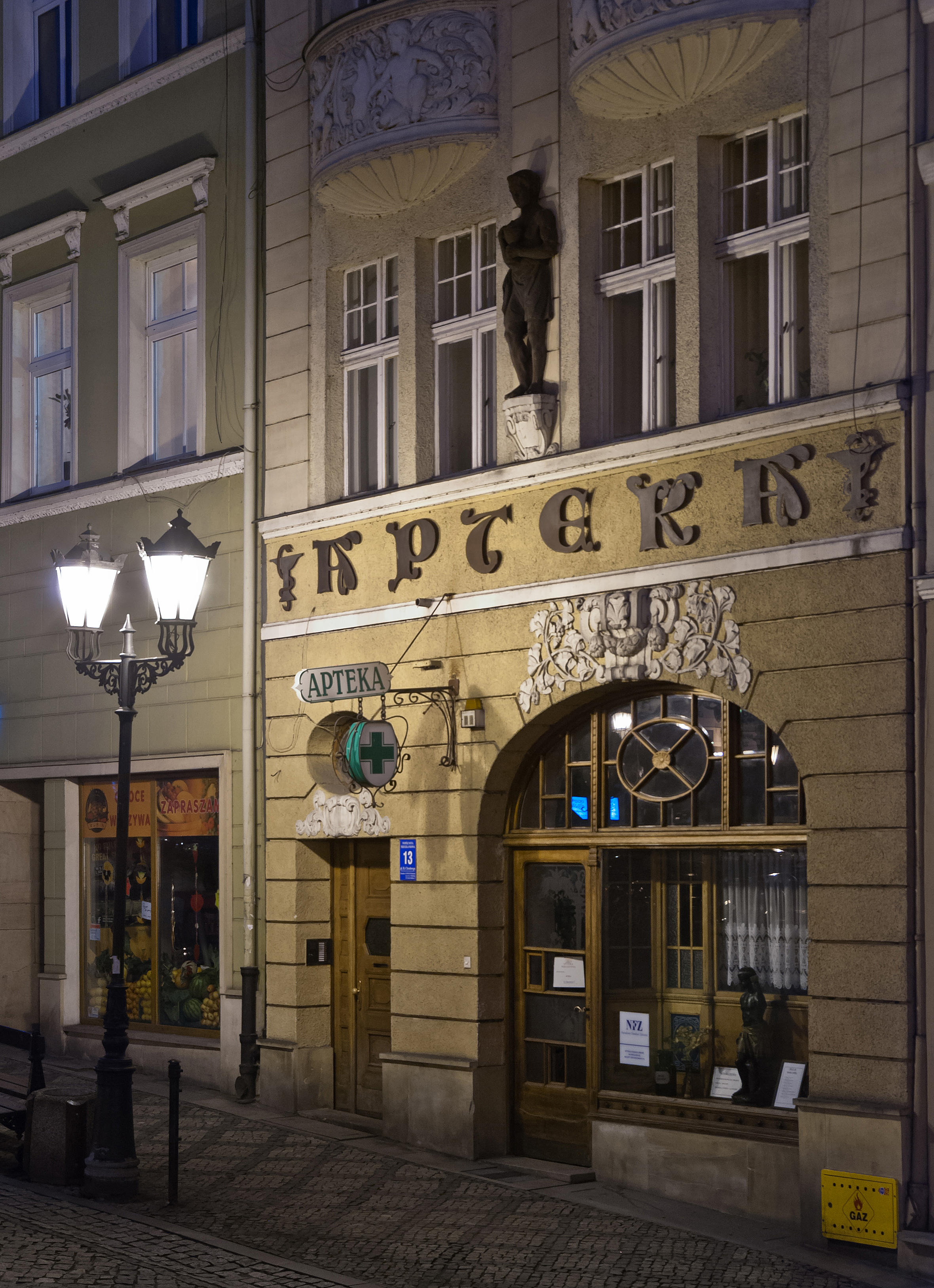

Kamienica przy pl. Bolesława Chrobrego 13 w Kłodzku – zabytkowa kamienica położona na kłodzkim rynku (plac Bolesława Chrobrego), w jego południowo-zachodniej pierzei.

## Historia
Pierwsze domy w tym miejscu powstały na przełomie XIII/XIV w., co wiązało się z lokacją Kłodzka oraz wytyczeniem rynku. Były to zabudowania prawdopodobnie drewniane. W ciągu kolejnych stuleci, a zwłaszcza w XVI w. rozpoczął się trwający dwa stulecia okres przebudowy kłodzkiej starówki, w efekcie czego powstało wiele nowych kamienic renesansowych, a następnie barokowych. Wśród nich powstała także obecna kamienica "Pod Murzynem".
W 1644 r. dom ten został odsprzedany przez pisarza rady miejskiej, Adama Opitza, aptekarzowi – Erasmusowi Lyranusowi. W 1722 r. kamienica otrzymała miano "Pod Murzynem", a jej właściciele zmieniali się wielokrotnie aż do 1887 r., kiedy budynek nabył aptekarz Johannes Schittny, pochodzący z Żagania. Nastał okres stabilizacji, który został utrwalony uzyskaniem w 1892 r. koncesji na produkcję Balsamu Jerozolimskiego (obecnie zwany Balsamem Pustelnika). W 1910 r. zlecił on gruntowną przebudowę apteki i kamienicy w modnym wówczas stylu secesyjnym. J. Schittny zmarł w 1914 r., a kamienica znajdowała się w rękach jego potomków do roku 1945.
W 1945 r. apteka, która nadal mieści się na parterze, została upaństwowiona, a rodzina Schittnych wyjechała do Gütersloh, gdzie kontynuuje do dziś tradycje aptekarskie.
Zarządzeniem wojewódzkiego konserwatora zabytków z dnia 3 kwietnia 1984 roku kamienica została wpisana do rejestru zabytków.

## Architektura
Kamienica "Pod Murzynem" jest budynkiem dwuosiowym, czterokondygnacyjnym o bliźniaczych oknach, reprezentującym styl secesyjny. Zwieńczona jest fantazyjnym szczytem. Elewację zdobi fryz figuralny, zaś na drugim piętrze występują wykusze okienne.

## Galeria

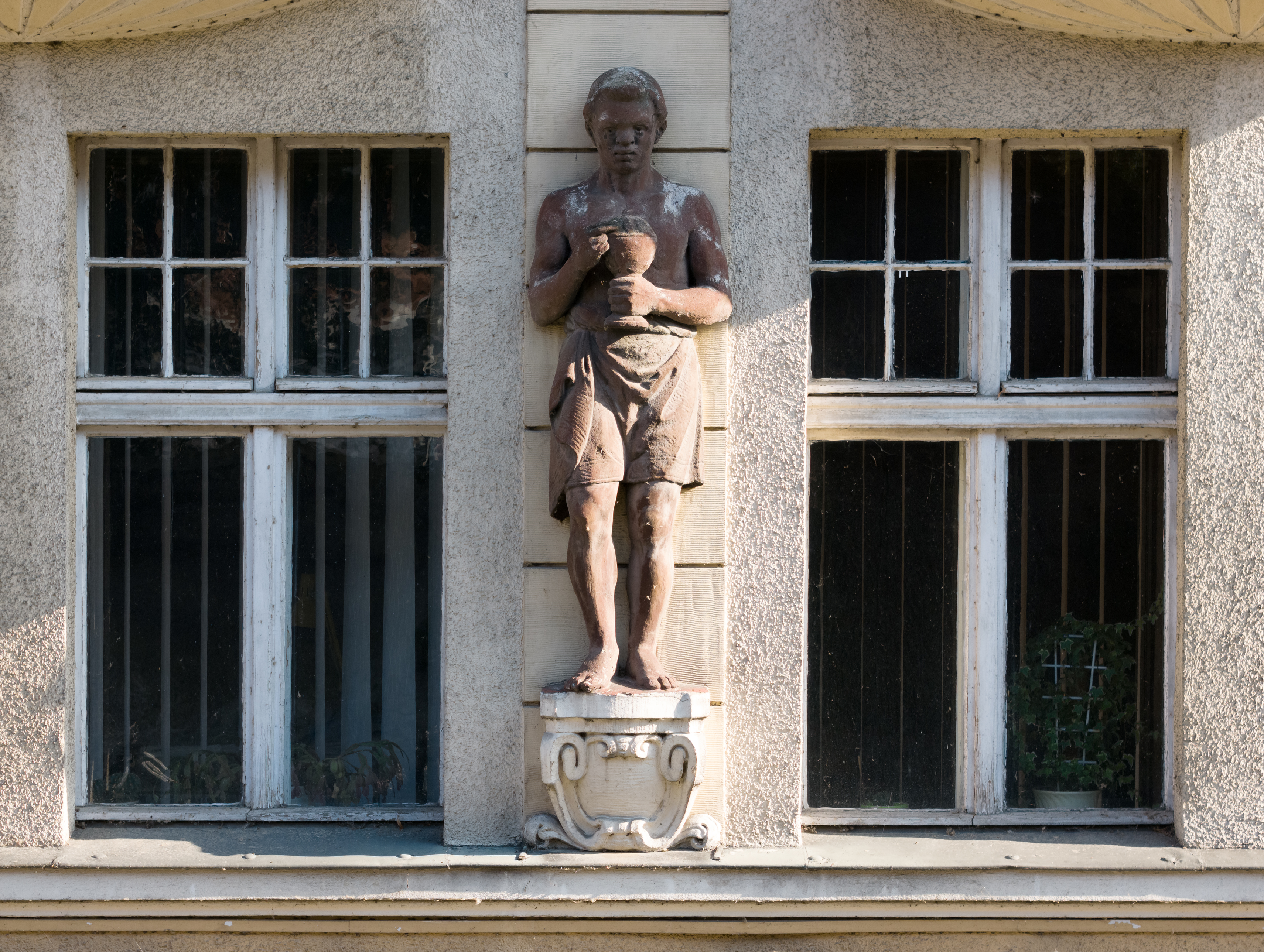
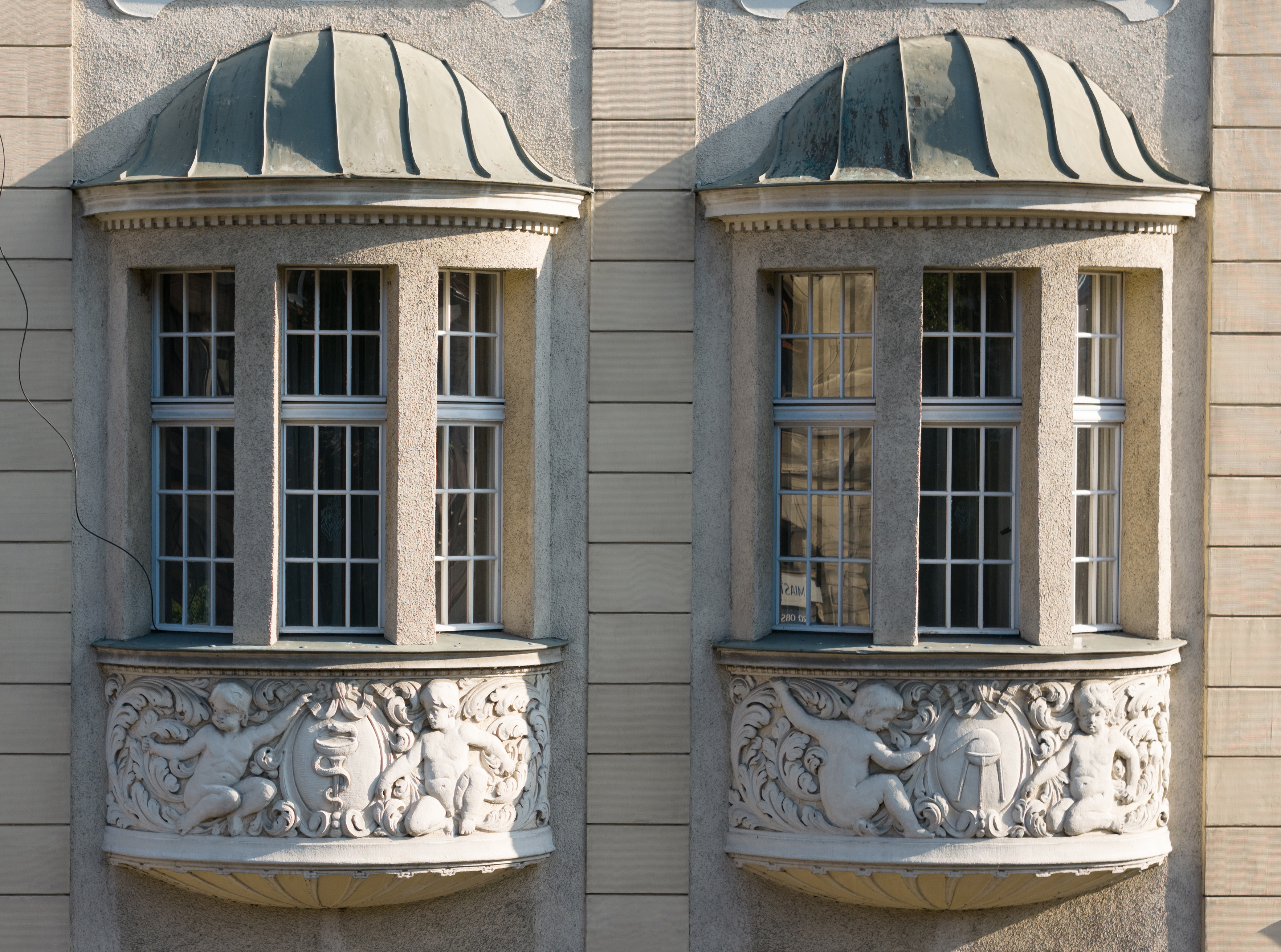
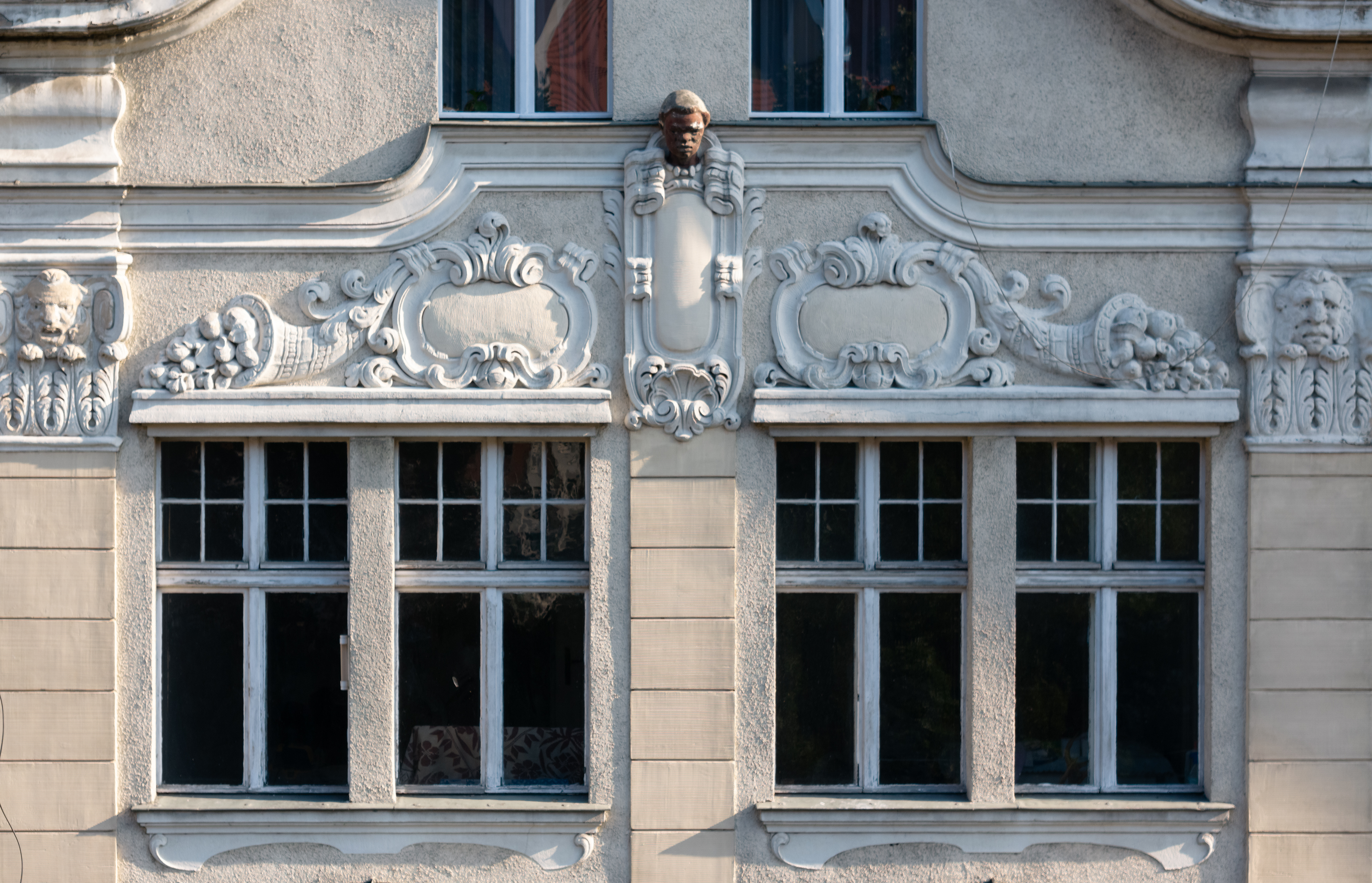
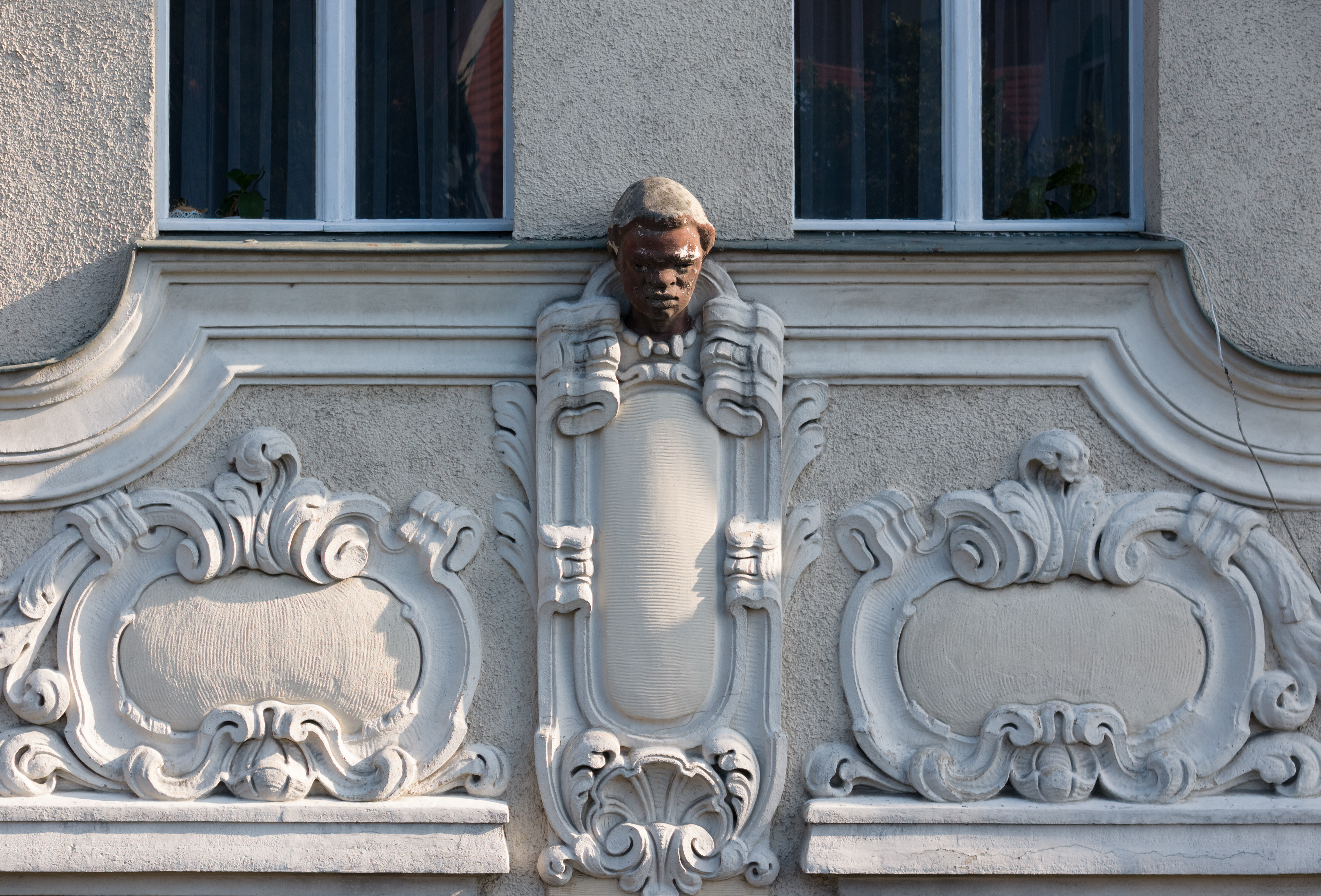
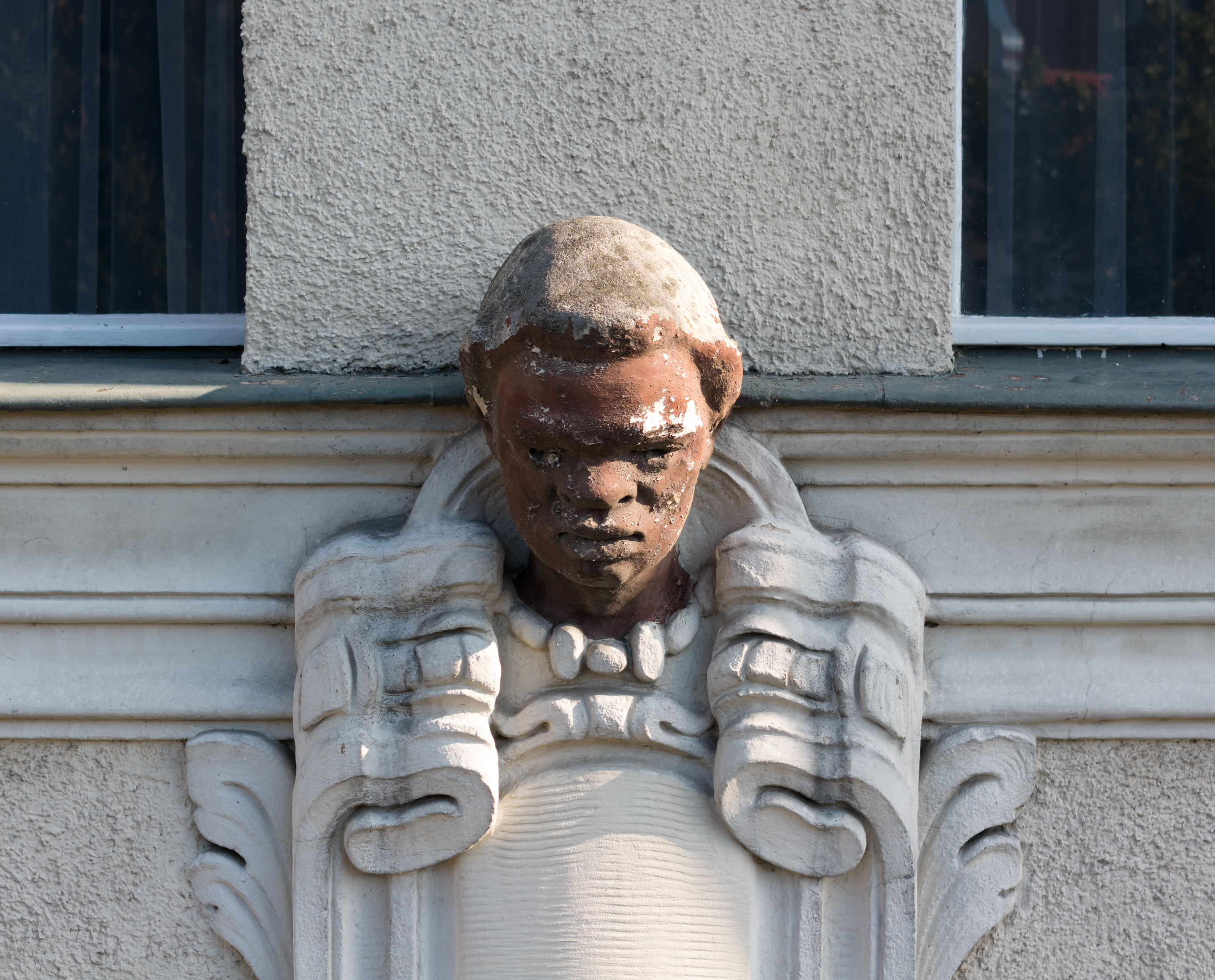
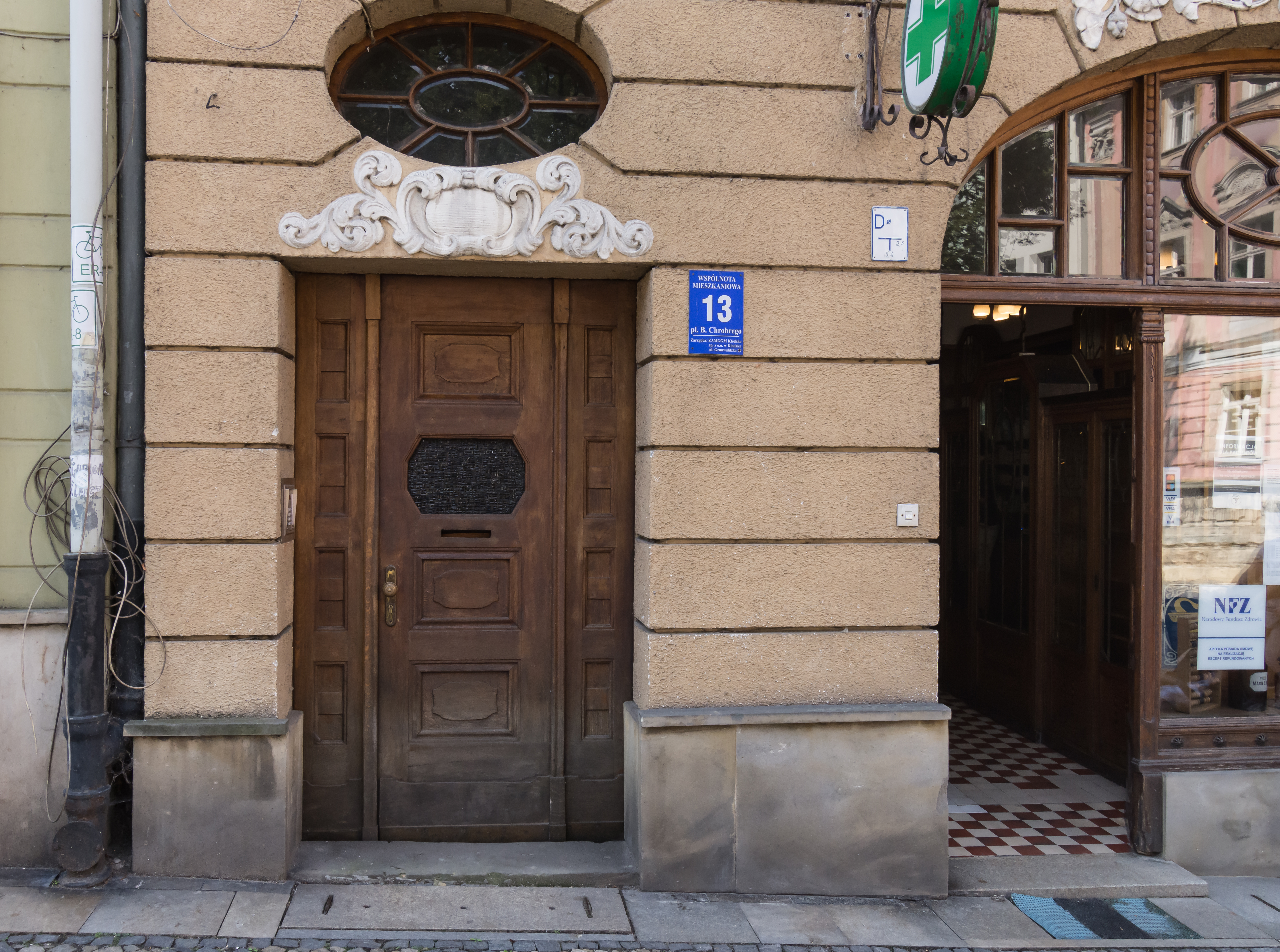
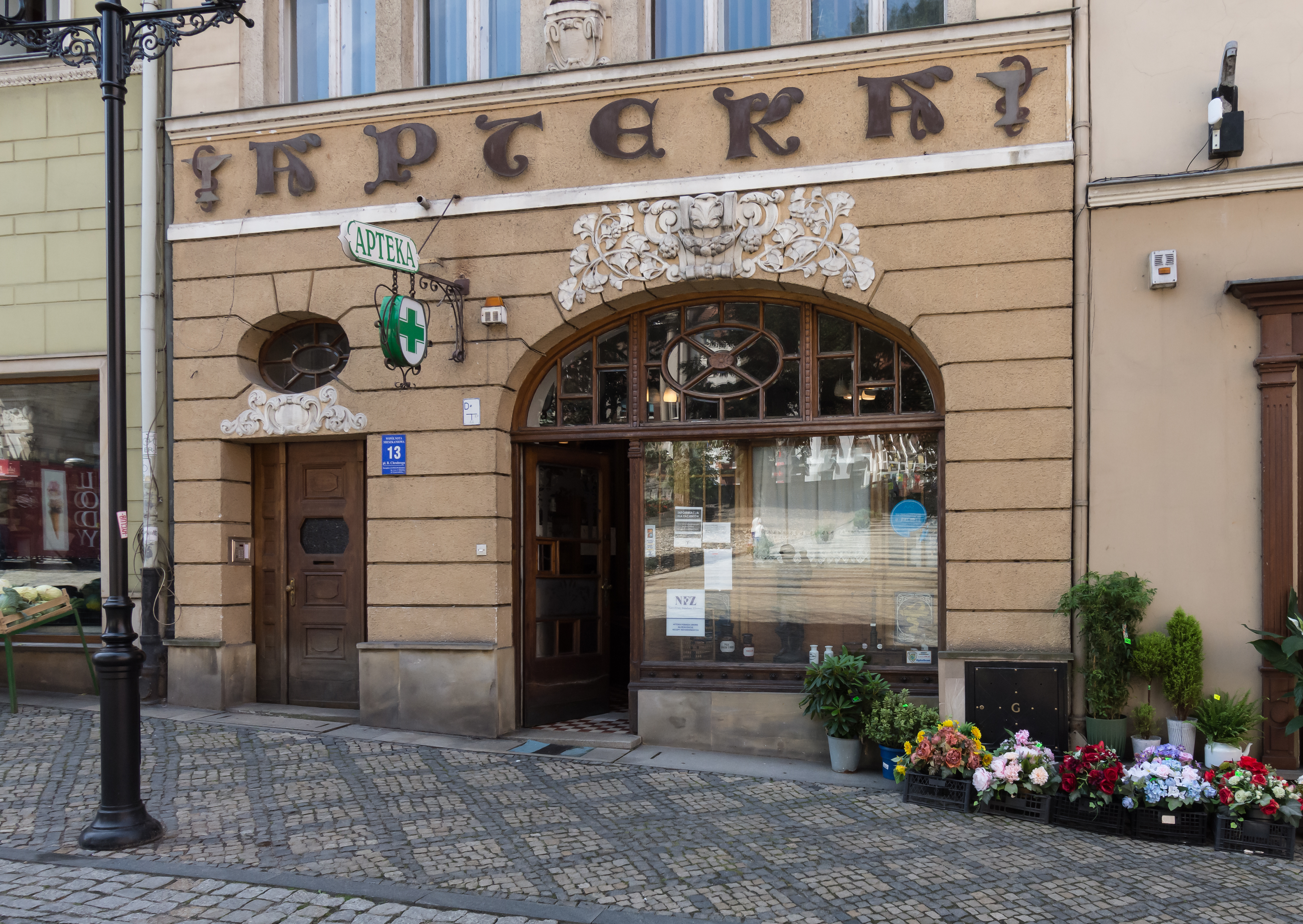
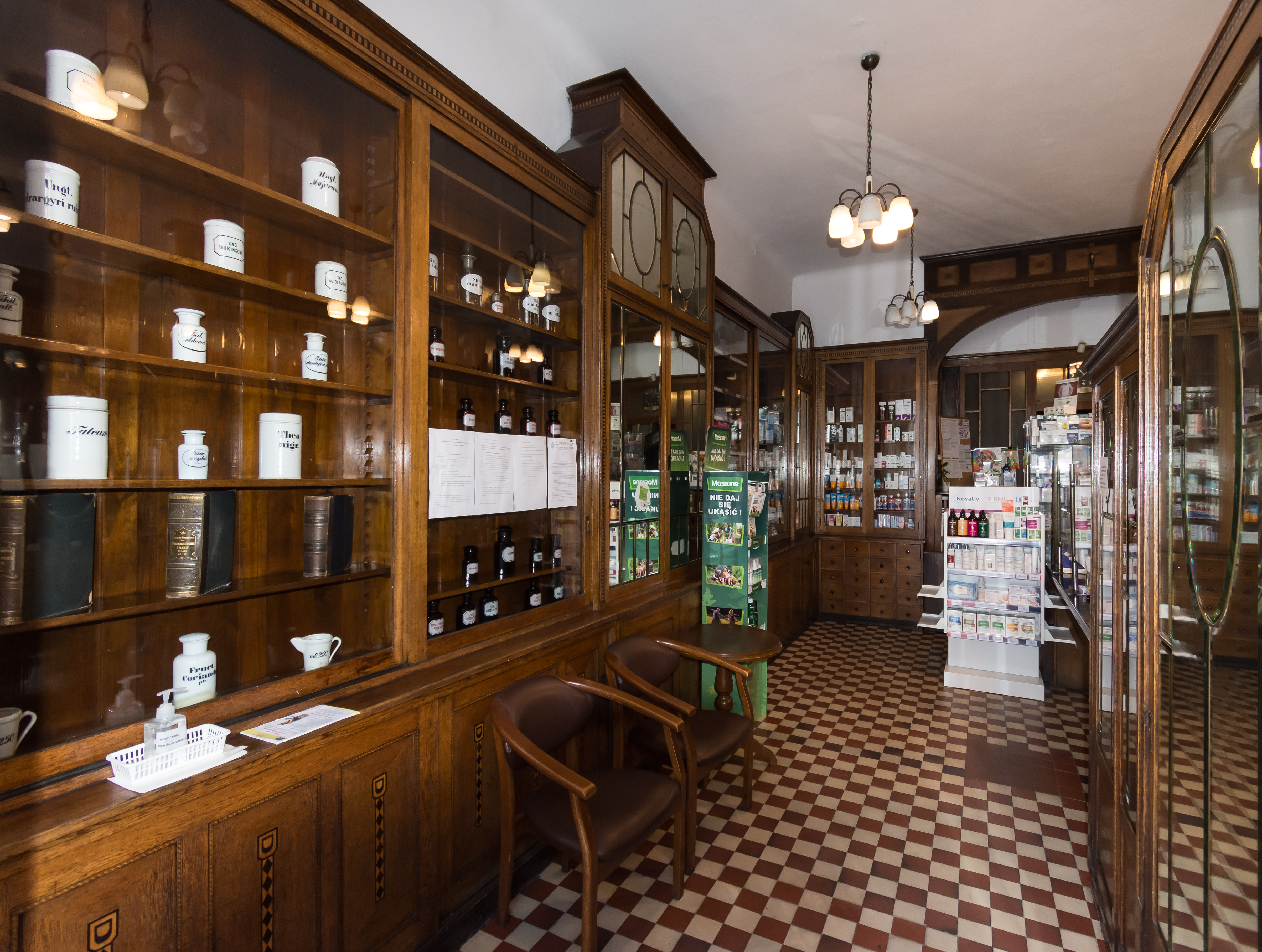